# Sprawa Robotnicza (tygodnik anarchistyczny)
Sprawa Robotnicza : Organ Syndykalistów-Rewolucyjnych (wcześniej Organ Anarchistów) – tygodnik, a następnie miesięcznik anarchistyczny ukazujący się w Krakowie w latach 1912-1913.

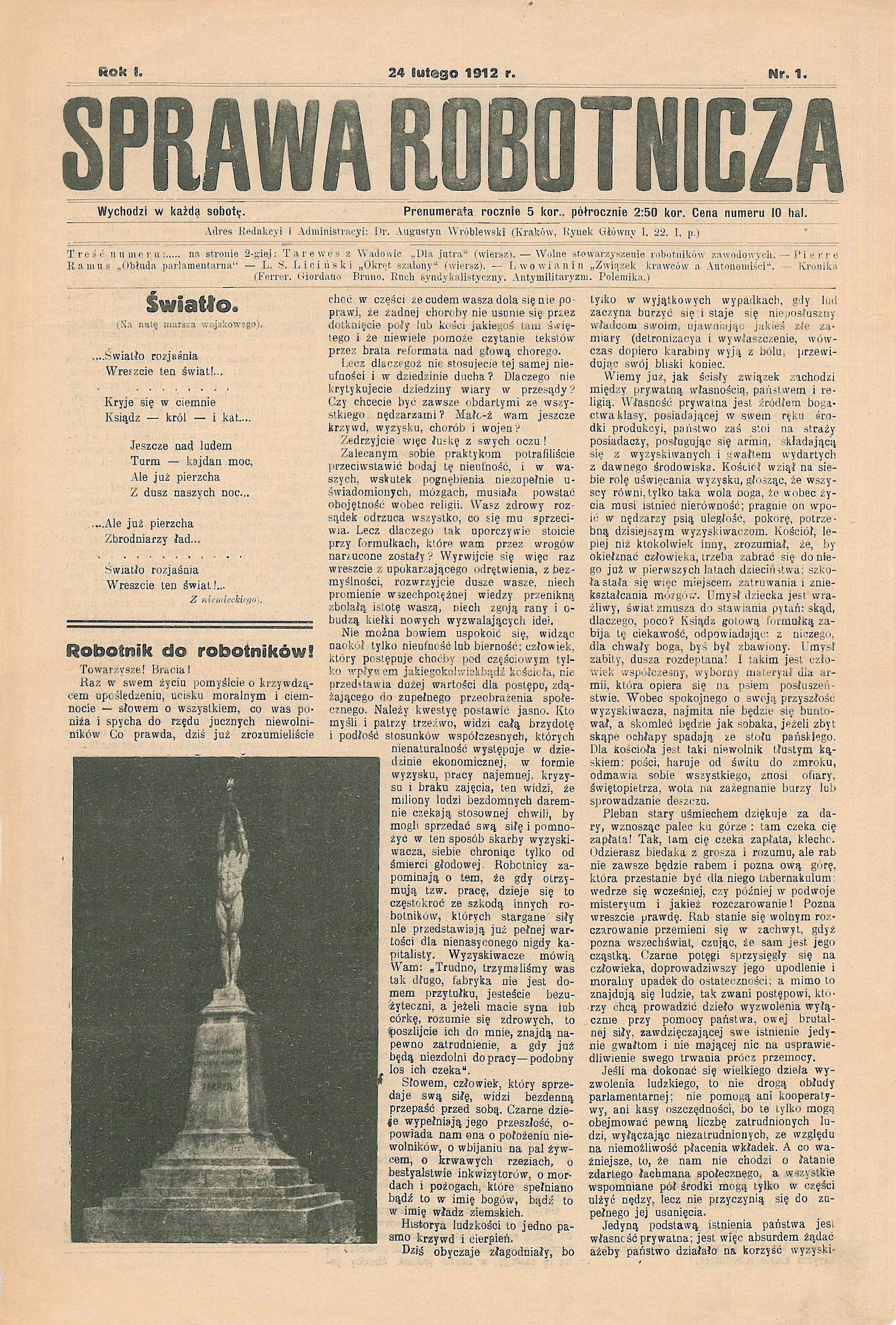
Strona tytułowa pierwszego numeru „Sprawy Robotniczej”.

Inicjatorem powstania pisma, jego wydawcą i redaktorem naczelnym był anarchista, wolnomyśliciel, doktor biochemii i docent UJ Augustyn Wróblewski, zarazem wydawca kilku innych periodyków m.in. antyklerykalnego i anarchistycznego „Przyrodniczego Poglądu na Świat i Życie”. Wróblewski skupił wokół siebie liczne grono współpracowników m.in. późniejszego posła i działacza komunistycznego Stanisława Łańcuckiego, cenionego literata międzywojnia Jana Wiktora czy, później znanego etnografa, Tadeusza Seweryna. Utrzymywał stałe kontakty z anarchistyczną prasą i działaczami ruchu anarchistycznego za granicą, jak choćby z Pierre'em Ramusem, którego dwie broszury w przekładzie na język polski ukazały się nakładem „Sprawy Robotniczej”.
Od samego początku istnienia pismo stało się obiektem zaciekłych ataków cenzury. Na dwanaście znanych numerów, aż sześć zostało skonfiskowanych przez prokuraturę, a Wróblewski był kilkukrotnie aresztowany. Fakt, że konfiskacie ulegały również przedruki z innych, nieskonfiskowanych w Austrii, pism świadczy, że „Sprawa Robotnicza” i sam Wróblewski byli wyjątkowo znienawidzeni w krakowskiej C. K. Prokuraturze.
Zarówno ciągłe konfiskaty i wynikający z nich brak funduszy, jak i aresztowania wśród członków redakcji spowodowały, że w ciągu półtora roku istnienia pisma udało się wydać zaledwie dwanaście numerów. Latem 1913 Wróblewski wyjechał do Paryża, a gazeta upadła.
Bezustanne szykany ze strony prokuratury, policji i przeciwników politycznych – głównie redakcji socjalistycznego „Naprzodu”, ale też konserwatystów krakowskich i w końcu wymuszona emigracja doprowadziły Wróblewskiego do załamania nerwowego. W Paryżu wydał dwie odezwy, będące skutkiem owego załamania, opatrzone nagłówkiem Zamiast numerów 5 i 6 „Sprawy Robotniczej” w tym znaną Czarną listę agentów prowokatorów polskich, w której oskarżył rodzinę, najbliższych współpracowników oraz cały szereg osób publicznych o współpracę i pisywanie płatnych donosów do Ochrany i władz austriackich.